# 유득 (의화절후)
유득(劉得, ? ~ ?)은 전한 말기의 제후로, 하간효왕의 아들이다.

## 생애
원수 2년(기원전 1년), 의화후(宜禾侯)에 봉해졌다. 시호를 절이라 하였고, 아들 유회가 작위를 이었다.

## 출전
- 반고, 《한서》 권15하 왕자후표 下

| 선대 (첫 봉건) | 전한의 의화후 기원전 1년 4월 정유일 ~ ? | 후대 아들 유회 |